# Radise
En radise (Raphanus sativus) er en korsblomst, der dyrkes og bruges som grøntsag. Selv om hele planten er spiselig, spiser man normalt kun "roden", der morfologisk set er den opsvulmede kimstængel.
Radisen, der menes at stamme fra Kina, kom i 1600-tallet til Danmark, hvor den dog først rigtig blev populær i 1800-tallet. Den spiselige kuglerunde til aflange del kan variere i størrelse og i farve fra helt rød til rød/hvid. I Danmark er den rød/hvide variant mest populær.
Radiser skal være faste, sprøde i kødet og ikke for store. Er de større end 1-2 centimeter i diameter går det ud over smagen. Radisens skarpe smag skyldes tilstedeværelsen af sennepsolier. Radise er ethylenfølsom.

## Varieteter
- Radise (Raphanus sativus var. radicula), almindelig radise fås i mange sorter.
- Foderræddike (Raphanus sativus var. oleiformis), Olieræddike, nu almindeligt brugt efterafgrøde.
- Kinaradise (Raphanus sativus var. acanthiformis), Daikon
- Ræddike (Raphanus sativus var. niger).

- Slangeræddike (Raphanus sativus var. mougri).